# 1381 Danubia
1381 Danubia este un asteroid din centura principală, descoperit pe 20 august 1930, de Evghenii Skvorțov.